# Isa Dahl
Isa Dahl (* 1965 in Ravensburg) ist eine deutsche Malerin.

## Leben
Nach Beendigung ihrer Schullaufbahn begann Dahl 1984 ein Studium der Malerei an der Kunstakademie Stuttgart, das sie an der Kunstakademie Düsseldorf bei Dieter Krieg fortsetzte. 1991 schloss sie ihr Studium ab.
Sie gründete 1994 in Stuttgart die Malergruppe maximal, mit der sie bis heute zahlreiche Ausstellungen absolvierte.
Dahl lebt und arbeitet in Stuttgart.

## Werk
Isa Dahl wurde durch ihre charakteristische Koloristik und Lasurtechnik bekannt, mit der sie imaginäre Bildräume von großer Leuchtkraft und Tiefenwirkung erzeugt.
Ihre Bilder zeigen zu Geflechten gewundene, spiralförmig gedrehte oder übereinander geschachtelten Strukturen, die an biomorphe Formen, an Pflanzenfasern oder Grashalme erinnern. Bei genauerer Betrachtung sind diese Strukturen jedoch nichts anderes als Pinselschwünge, thematisieren daher nicht Natur, vielmehr die künstlerischen Mittel Form und Farbe. Es entsteht eine ganz eigene Bildhaftigkeit und Bildpräsenz. Die Bildgegenstände scheinen zwar gegenständlich und sind doch gleichzeitig abstrakt.
Im Zentrum vieler Bilder sieht man eine Art „Leerstelle“, die den Blick des Betrachters fokussiert und in die Tiefe lenkt. Der Tiefenraum wird darüber hinaus durch die für Isa Dahl charakteristische Lasurtechnik erzeugt, das Übereinanderlegen feinster Farbschichten – und die gegenseitige Überlagerung räumlicher Strukturen. Diese Strukturen werden zum Bildhintergrund hin unscharf wie bei fotografischen Aufnahmen. Auf diese Weise entsteht ein perspektivischer, dynamischer Raumkörper.
Dieses zeitliche Element zeigt sich in der komplexen Anordnung, der virtuellen Dynamik von Formen und Strukturen. Auch wenn die Malerei als Gattung selbst unbewegt, also statisch ist, spürt man in diesen Arbeiten doch einen kaum gebändigten Bewegungsdrang, einen vitalen Pinselschwung, der den schmalen Grat zwischen Stabilität und Zerfall markiert. Durch Formen und Farben lotet Isa Dahl das raumzeitliche Bildkontinuum aus.
Isa Dahl thematisiert labile Gleichgewichtszustände, die durch die an sich paradoxe Fixierung flüchtiger Momente im klassischen Medium des Tafelbildes hervorgerufen werden.

## Preise und Auszeichnungen
- 1995 Villa-Romana-Preis
- 1996 Stipendium der Kunststiftung Baden-Württemberg
- 1997 Oberschwäbischer Kunstpreis 1. Förderpreis
- 1996/98 Karl-Schmidt-Rottluff-Stipendium
- 1999 Förderpreis Künstlerbund Baden-Württemberg

## Ausstellungen (Auswahl)
- 1999 NachtRäume. Städtische Galerie Altes Theater, Ravensburg (Katalog)
- 2000 Lauenburgischer Kunstverein, Ratzeburg
- 2000 Museum Schloss Wilhelmsburg, Schmalkalden
- 2005 „ichunddu“, Galerie für Kunst und Technik, Schorndorf
- 2021 „Zeit und alles“ Galerie ABTART Stuttgart